# Anders Engman
Anders Engman, född 21 september 1933 i Katarina församling i Stockholm, är en svensk fotograf. Han är kusin till journalisten Gary Engman.

## Biografi
Anders Engman växte upp med föräldrar inom tidningsvärlden. Hans far Bertil var TT-journalist och hans mor Anna-Lisa var telefonist på Aftonbladet. När Engman en sommar var springpojke på Aftonbladets vaktmästeri bestämde han sig att bli fotograf och hans föräldrar rådde honom att utbilda sig till kemigraf. Efter tre lärlingsår på Aftonbladet fick han sitt första arbete på bildbyrån Reportagebild som kopist och fotograf. Han började på tidningsförlaget Åhlén & Åkerlunds bildbyrå Kamerabild 1954 och tog bilder främst för bildtidningarna Se och Vecko-Journalen. 
23 år gammal gjorde han sitt första större utlandsuppdrag tillsammans med journalisten Ulf Nilson när de 1956 skickades till Budapest för att bevaka Ungernrevolten . Där tog han den berömda bilden Stöveln som visade resterna av en nedriven staty, där bara stövlarna stod kvar på sockeln med en fastsatt ungersk flagga. Statyn föreställde en rysk soldat och är idag ersatt med en fredsstaty. 
Engman var en av få fotografer som lyckades smyga förbi den tyska polisens avspärrningar vid OS i München 1972 och tog bilder strax efter attentatet mot Israels OS-trupp. Han stannade som anställd på bildbyrån till 1976 och besökte omkring 100 länder under 20 års tid, bland annat Mellanöstern med Cordelia Edvardson och Vietnam, Pakistan och Indien med Barbro Alving samt Rhodesia med Lars Forssell. Därefter har han varit bildchef på Aftonbladet och Dagens Nyheter samt frilansande fotograf inom industribranschen. Under hela 1970-talet var han föreläsare i bildjournalistik i Sverige och utomlands samt krönikör i tidningen Foto med krönikan ”Bakom Kulisserna” och senare även i facktidningen Journalisten med krönikan ”Anders Engman”. 
Engman är ledamot i Bild och Ord Akademin sedan grundandet 1983.
Engman finns representerad i Moderna museet, Prints & Photogaphs Division på Library of Congress i Washington och TT Nyhetsbyrån.

## Övrigt
När Stockholms Auktionsverk 2011 hade Sveriges första renodlade fotografiauktion var Anders Engman representerad med bilden Fotbollsbalett. Bilden togs under VM-finalen i fotboll 1958 mellan Brasilien och Sverige. på Råsunda.